# U-601
| U-601                                    | U-601 | U-601 |
| ---------------------------------------- | --- | --- |
|                                          | | |
|                                          | | |
| Зображення підводного човна підтипу VIIC | | |
| Під прапором                             | Третій Рейх | Третій Рейх |
| Спуск на воду                            | 29 жовтня 1941 року | 29 жовтня 1941 року |
| Введений до складу флоту                 | 10 грудня 1941 року | 10 грудня 1941 року |
| Сучасний статус                          | 25 лютого 1944 року потоплений літаком-амфібією «Каталіна» північно-західніше Нарвіка                                                                     | 25 лютого 1944 року потоплений літаком-амфібією «Каталіна» північно-західніше Нарвіка                                                                     |
| Проєкт                                   | | |
| Тип ПЧ                                   | Торпедний ДПЧ | Торпедний ДПЧ |
| Головний конструктор                     | Blohm + Voss | Blohm + Voss |
| Основні характеристики                   | | |
| Швидкість (надводна)                     | 17,7 вузла | 17,7 вузла |
| Швидкість (підводна)                     | 7,6 вузла | 7,6 вузла |
| Робоча глибина занурення                 | 100 м | 100 м |
| Гранична глибина занурення               | 230 м | 230 м |
| Автономність плавання                    | 8500 морських миль (15 700 км) на швидкості 10 вузлів (19 км/год) (у надводному положенні) 80 миль (150 км) на швидкості 4 вузли (в підводному положенні) | 8500 морських миль (15 700 км) на швидкості 10 вузлів (19 км/год) (у надводному положенні) 80 миль (150 км) на швидкості 4 вузли (в підводному положенні) |
| Екіпаж                                   | 44—60 осіб | 44—60 осіб |
| Розміри                                  | | |
| Довжина найбільша (по КВЛ)               | 67,1 м | 67,1 м |
| Ширина корпусу найб.                     | 5,5 м | 5,5 м |
| Висота                                   | 9,6 м | 9,6 м |
| Середня осадка (по КВЛ)                  | 4,74 м | 4,74 м |
| Водотоннажність надводна                 | 769 т | 769 т |
| Озброєння                                | | |
| Артилерія                                | 1 × 88-мм палубна гармата SK C/35 | 1 × 88-мм палубна гармата SK C/35 |
| Торпедно- мінне озброєння                | 4 носових і один кормовий 533-мм ТА. 14 торпед або 26 мін TMA                                                                                             | 4 носових і один кормовий 533-мм ТА. 14 торпед або 26 мін TMA                                                                                             |
| ППО                                      | 1 × 20-мм зенітна гармата C/30 | 1 × 20-мм зенітна гармата C/30 |

U-601 — німецький підводний човен типу VII C Крігсмаріне за часів Другої світової війни. Закладений 10 лютого 1941 року на верфі Blohm + Voss у Гамбурзі. Спущений на воду 29 жовтня 1941 року, 10 грудня 1941 року корабель увійшов до складу ВМС нацистської Німеччини.
Проходив службу у складі 5-ї, 11-ї та 13-ї флотилій ПЧ Крігсмаріне. З 14 липня 1942 до загибелі 25 лютого 1944 року U-601 здійснив десять бойових походів, у яких потопив 4 радянських судна (сумарний тоннаж 8869 GRT).

#### Бій біля Нордкапа
20 грудня 1943 року з бухти Лох-Ю в Шотландії вийшов черговий арктичний конвой JW 55B з 19 транспортних та вантажних суден. До складу сил супроводу під командуванням віцеадмірала Б. Фрезера входили: лінкор «Герцог Йоркський», крейсери «Белфаст», «Норфолк», «Шеффілд», «Джамайка» і чотири есмінці «Саумарез», «Савідж», «Скорпіон» і норвезький «Сторд».
26 грудня 1943 року о 8:40 в умовах повної полярної ночі кораблі союзників вступили в бій з німецьким ударним угрупованням флоту, яке очолював лінійний корабель ВМС Третього Рейху «Шарнгорст».
У ході морського бою, який точився протягом дня, британські кораблі завдали серйозних пошкоджень лінкору «Шарнгорст», який приблизно о 18:45 внаслідок цього затонув.
25 лютого 1944 року U-601 був затоплений атакою глибинними бомбами британського літаючого човна «Каталіна» північно-західніше Нарвіка з усім екіпажем у 51 особу.

## Нагороди
- Капітан-лейтенант Петер-Оттмар Грау (18 грудня 1941 — 28 листопада 1943)
- Оберлейтенант-цур-зее Отто Гансен (29 листопада 1943 — 25 лютого 1944)

## Перелік затоплених U-601 суден у бойових походах
| №                                                             | Дата              | Назва          | Тип                | Належність | Водотоннажність (брт) | Вантаж       | Конвой       | Результат та координати                                               | Наслідки атаки для екіпажу      | Прим. |
| ------------------------------------------------------------- | ----------------- | -------------- | ------------------ | ---------- | --------------------- | ------------ | ------------ | --------------------------------------------------------------------- | ------------------------------- | ----- |
| Перший похід (14.07—03.08.1942, 21 доба; Нарвік—Кіркенес)     |                   |                |                    |            |                       |              |              |                                                                       |                                 |       |
| 1                                                             | 1 серпня 1942     | «Крестьянин»   | суховантажне судно | СРСР       | 2 513                 | вугілля      |              | потоплено 71°08′ пн. ш. 52°19′ сх. д. / 71.133° пн. ш. 52.317° сх. д. | 45 (7 загинуло та 38 врятовані) |       |
| Другий похід (09.08—20.09.1942, 43 доби; Кіркенес—Неденфіорд) |                   |                |                    |            |                       |              |              |                                                                       |                                 |       |
| 2                                                             | 24 серпня 1942    | «Куйбишев»     | суховантажне судно | СРСР       | 2 332                 |              |              | потоплено 73°52′ пн. ш. 77°40′ сх. д. / 73.867° пн. ш. 77.667° сх. д. | ? (весь екіпаж загинув)         |       |
| 3                                                             | 24 серпня 1942    | «Медвежонок»   | буксир             | СРСР       | 50                    |              |              | потоплено 73°52′ пн. ш. 77°40′ сх. д. / 73.867° пн. ш. 77.667° сх. д. | ? (весь екіпаж загинув)         |       |
| Третій похід (05.11—07.12.1942, 33 доби; Нарвік—Гарстад)      |                   |                |                    |            |                       |              |              |                                                                       |                                 |       |
| 4                                                             | 23 листопада 1942 | «Кузнец Лесов» | суховантажне судно | СРСР       | 3 974                 | калійна сіль | Конвой QP 15 | потоплено 75°30′ пн. ш. 08°00′ сх. д. / 75.500° пн. ш. 8.000° сх. д.  | 41 (весь екіпаж загинув)        |       |